# ألان ليال
ألان ليال هو محامي كندي، ولد في 15 يونيو 1917، وتوفي في 12 أكتوبر 1999 في تورونتو في كندا.